# آسا (فیلم)
آسا (انگلیسی: Assa) یک فیلم جنایی به کارگردانی سرگئی سولویوف است که در سال ۱۹۸۷ منتشر شد که امروزه نوعی فیلم کالت محسوب می‌شود. از بازیگران آن می‌توان به الکساندر باشیروف، استانیسلاو گوواروخین، ویکتور تسوی، یوری گاسپاریان و الکساندر داماگارف اشاره کرد.